# رودولف بيرلز
السير رودولف ارنست بيرلز (بالألمانية: Rudolf Peierls) (5 يونيو 1907 - 19 سبتمبر 1995) هو فيزيائي ألماني الأصل وبريطاني المولد، كان له دور فعال في البرنامج النووي بريطانيا بالإضافة لإنجازات عديدة في مختلف فروع العلوم.